# Lavoine
Lavoine (okzitanisch L'Avena) ist eine französische Gemeinde mit 152 Einwohnern (Stand: 1. Januar 2022) im Département Allier in der Region Auvergne-Rhône-Alpes (bis 2015 Auvergne). Sie gehört zum Arrondissement Vichy und zum Kanton Lapalisse. 

## Geographie
Lavoine liegt etwa 25 Kilometer ostsüdöstlich von Vichy. Im Gemeindegebiet von Lavoine entspringen die Flüsse Sichon und Besbre.
Die Nachbargemeinden von Lavoine sind Ferrières-sur-Sichon im Nordwesten und Norden, Laprugne im Nordosten und Osten, Saint-Priest-la-Prugne im Osten und Südosten, Palladuc im Süden und Südwesten, Saint-Victor-Montvianeix im Südwesten und Westen sowie La Guillermie im Westen.

## Geschichte
Die Gemeinde Lavoine entstand im Jahr 1880 durch die Abtrennung von der Gemeinde Ferrières-sur-Sichon.

## Bevölkerungsentwicklung
| Jahr                       | 1962 | 1968 | 1975 | 1982 | 1990 | 1999 | 2006 | 2011 | 2019 |
| Einwohner                  | 362  | 333  | 299  | 265  | 218  | 173  | 155  | 155  | 149  |
| Quellen: Cassini und INSEE |      |      |      |      |      |      |      |      |      |

## Sehenswürdigkeiten

Kirche Saint-Vincent

- Kirche Saint-Vincent
- Uhrenturm
- Fels Saint-Vincent